# 88. п. н. е.

## Догађаји
- Савезнички рат се завршава римском победом над италијанским савезницима. Луције Корнелије Сула постаје први римски командант који маршира у Рим са својом војском и на силу заузима град.
- Први римски грађански рат почиње устанком који предводи Гај Марије, али популаре под трибуном Публијем Сулпицијем Руфом побеђују Сулини оптимати. Марије бежи у Африку.